# Lagoa Azul (Islândia)
A Lagoa Azul (em islandês: "Bláa lónið";  PRONÚNCIA) é um spa termal e uma das atrações mais visitadas na Islândia.                                     Localizada  a 5 km da cidade de Grindavík e a 39 km da capital Reykjavik, a lagoa atrai visitantes que buscam em suas águas quentes (40 ºC) propriedades medicinais.                                                São mais de 6 milhões de litros de água em 5 000 m2 de área. Além do efeito relaxante de suas águas quentes em um país frio, a concentração de algas e sais minerais é eficiente no combate ao envelhecimento e no tratamento de doenças de pele.

## Galeria

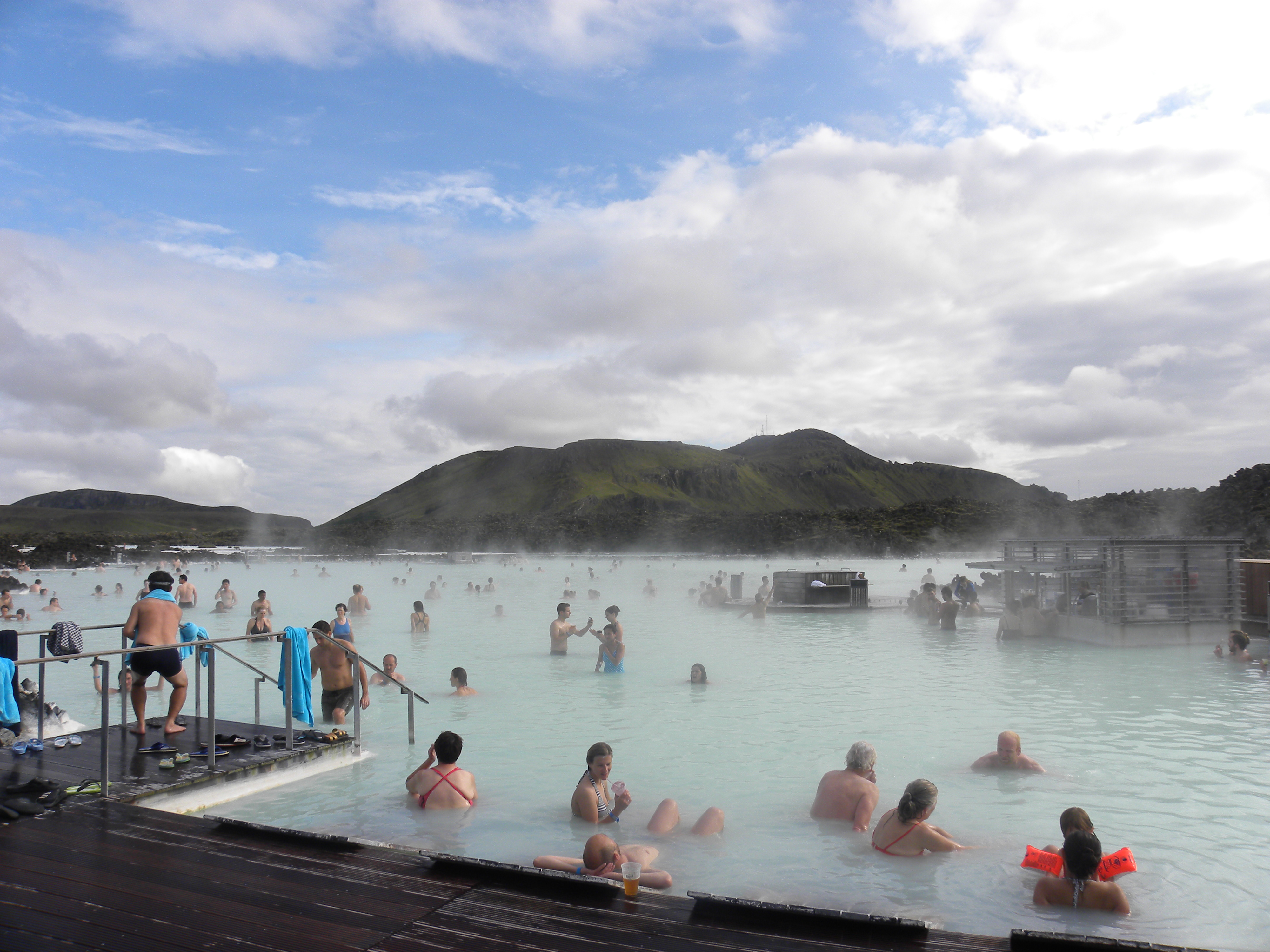
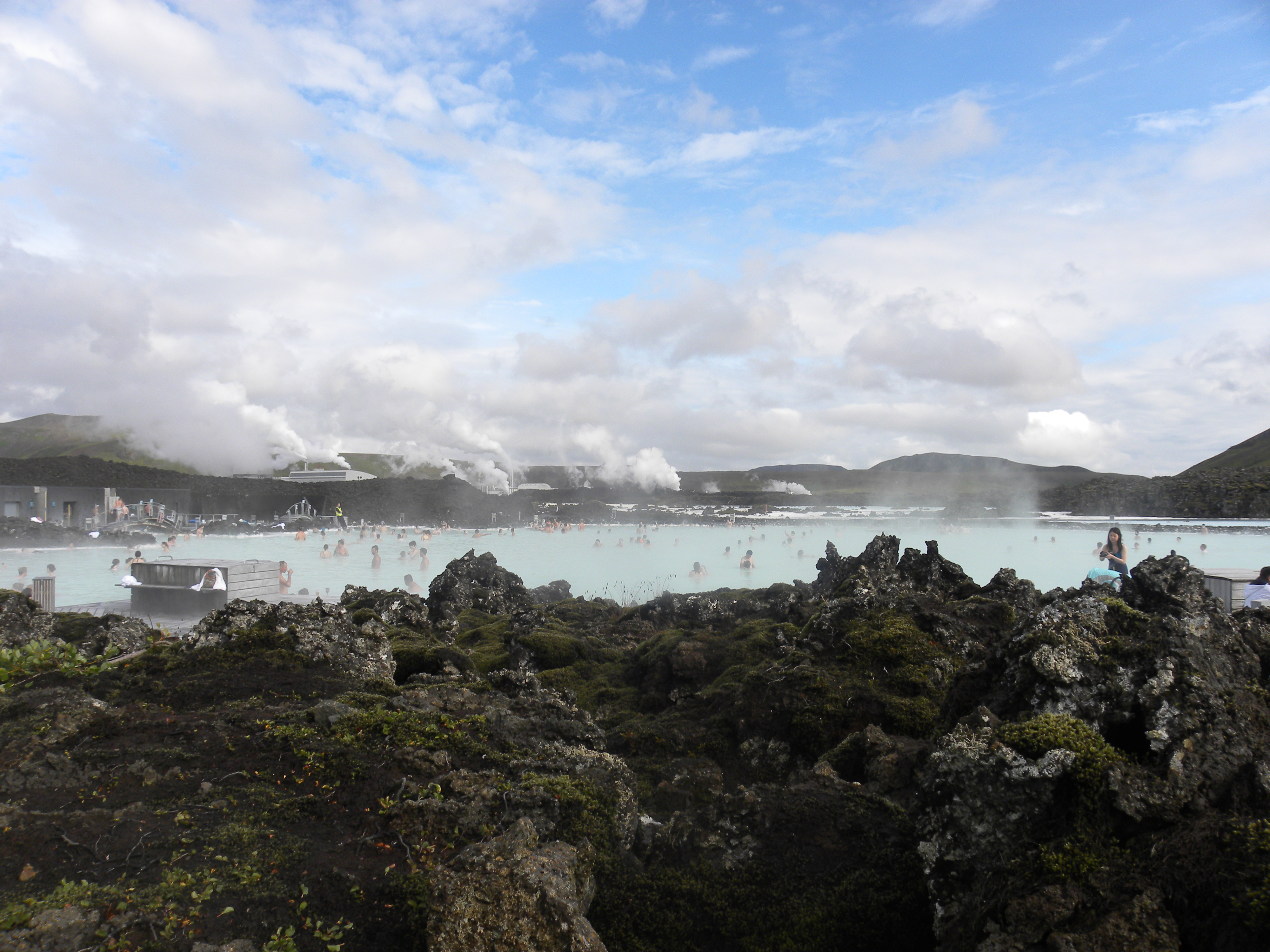